# Viljandimaa
Viljandimaa megye, (észtül: Viljandimaa vagy Viljandi maakond) (võro nyelven Viljandi maakund) megye Észtország déli részében. Közigazgatási székhelye Viljandi város, ahol a megye lakosainak csaknem harmada él. Nevében az észt maakond, vagyis magyarul megye szóból ered a hosszabb megyenév, amely võro nyelven maakund.
Területe 3422 km², népessége (2016. január 1-jei becslés szerint) mintegy 48 ezer fő.

## Földrajza
Északi szomszédja Järva megye, nyugaton Pärnu megye, délen Valga megye, keleten Tartu megye, északkeleten Jõgeva megye. A megyében található a Soomaa Nemzeti Park, melynek területén fekszik az Ördi-mocsár, Kõpu vidéki önkormányzat területén pedig az Öördi-tó.

### Éghajlata
A megye éghajlata nedves kontinentális, meleg nyarakkal és hideg telekkel. A tenger közelsége miatt a telek enyhébbek, míg a nyarak hűvösebbek, mint más hasonló szélességi körön fekvő területeken. A nedves légtömegek főleg nyugat felől, míg a hideg betörések északról, illetve keletről érik el a vidéket. Mivel a megye az ország délkeleti felén fekszik, ezért ősztől kezdve, egészen tavaszig hidegebb az idő, mint a partvidéki területeken. Délies fekvésének köszönhetően, azonban nyáron magasabb hőmérséklet alakul ki ezen a vidéken, mint a tengerpartokon. a közeli Haanja-fennsíkon a hótakaró akár 135 napon keresztül is megmaradhat. A januári középhőmérséklet az ország középső és keleti részein -6 és -7 °C közt alakul. A legrövidebb nappal a téli napforduló idején Dél-Észtországban 6 óra 39 perc, míg a leghosszabb nappal a nyári napfordulókor 18 óra 10 perc.

## Községei

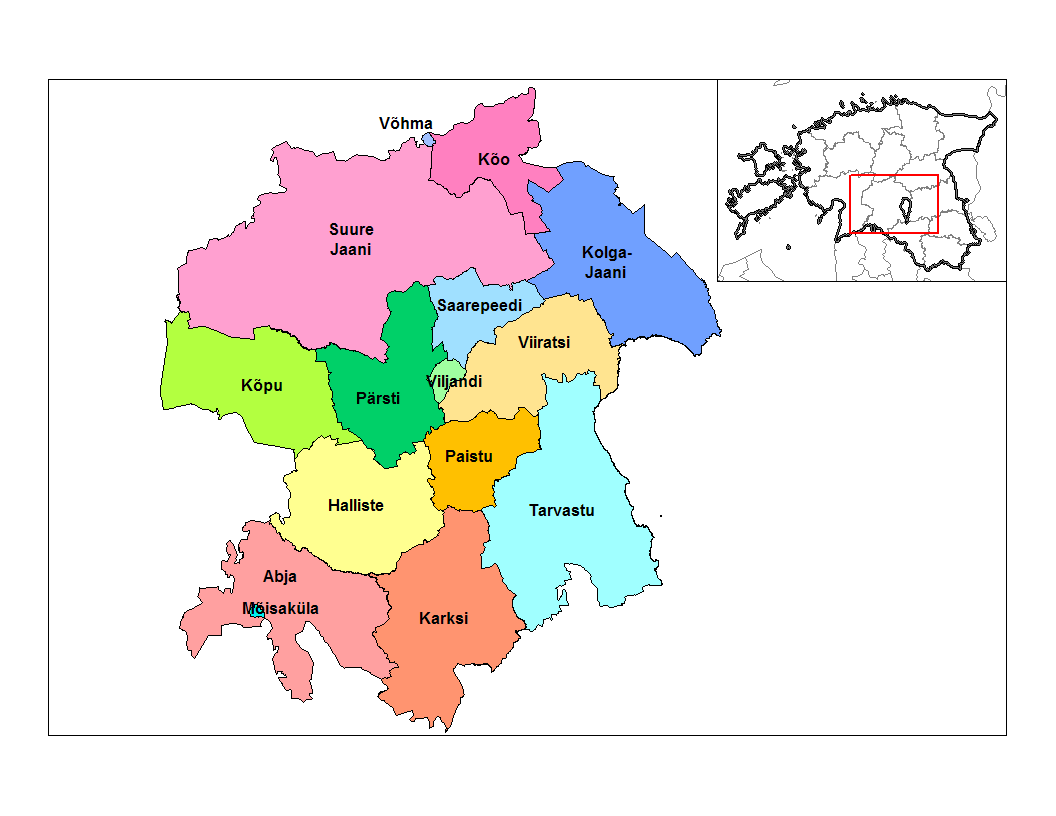
Valga megye községei

A megyét három városi községre (észtül linn - város) és 9 vidéki községre (észtül vallad - egyházközség) osztották fel.
A megye községei:
Városi községek
- Mõisaküla
- Viljandi
- Võhma

Vidéki községek
- Abja
- Halliste
- Karksi
- Kolga-Jaani
- Kõo
- Kõpu
- Suure-Jaani
- Tarvastu
- Viljandi

## Külső hivatkozások
- Viljandimaa honlapja - Hivatalos weboldal